# Ставидлянська сільська рада
| Ставидлянська сільська рада — колишній орган місцевого самоврядування у Олександрівському районі Кіровоградської області з адміністративним центром у с. Ставидла. Сільській раді підпорядковані населені пункти: - с. Ставидла - с. Світова Зірка - с. Хайнівка |

## Склад ради
Рада складається з 14 депутатів та голови.

### Керівний склад ради
| ПІБ                       | Основні відомості                                                         | Дата обрання | Дата звільнення |
| ------------------------- | ------------------------------------------------------------------------- | ------------ | --------------- |
| Капкан Володимир Петрович | Сільський голова, 1960 року народження, освіта, безпартійний              | 26.03.2006   | 31.10.2010      |
| Капкан Володимир Петрович | Сільський голова, 1960 року народження, освіта вища, член народної партії | 31.10.2010   |                 |

Примітка: таблиця складена за даними джерела

## Населення
Згідно з переписом УРСР 1989 року чисельність наявного населення сільської ради становила 614 осіб, з яких 252 чоловіки та 362 жінки.
За переписом населення України 2001 року в сільській раді мешкало 547 осіб.

### Мова
Розподіл населення за рідною мовою за даними перепису 2001 року:
| Мова       | Відсоток |
| ---------- | -------- |
| українська | 97,60 %  |
| російська  | 1,29 %   |
| білоруська | 0,92 %   |
| молдовська | 0,18 %   |